# 레셰크 1세

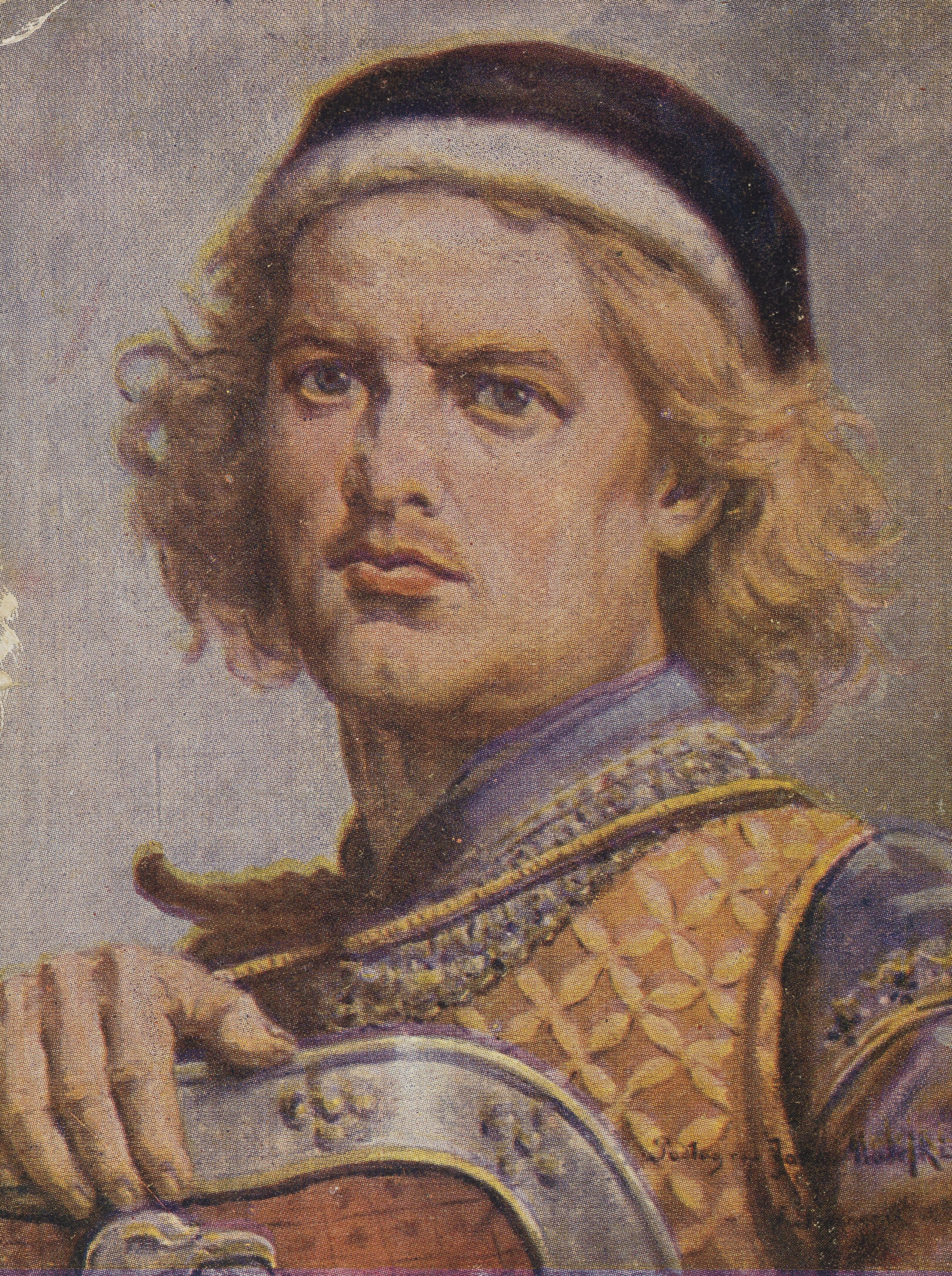
레셰크 1세

레셰크 1세(폴란드어: Leszek I, 1184년경 ~ 1227년 11월 24일)는 폴란드 고공(재위: 1194년 ~ 1198년, 1199년 ~ 1202년, 1206년 ~ 1210년, 1211년 ~ 1227년)이다. 백고공(폴란드어: Biały 비아위[*])이라고 부르기도 한다.
카지미에시 2세의 아들이며 그의 어머니는 보헤미아 공작 콘라트 1세의 손자 즈노이모 공작 콘라트 2세의 딸인 헬레나 즈노옘스카이다. 산도미에시 공작(재위: 1194년 ~ 1227년), 마조프셰 공작(재위: 1194년 ~ 1200년)을 역임했다. 자신의 아버지였던 카지미에시 2세가 사망한 이후에 산도미에시 공작위를 상속받았으며 폴란드 고공으로 재위중인 동안 미에슈코 3세, 브와디스와프 3세 라스코노기, 미에슈코 4세에게 잠깐 동안 폴란드 고공위를 넘겨주기도 했다.